# Der Pirat und die Dame
Der Pirat und die Dame ist ein US-amerikanischer Abenteuerfilm von Mitchell Leisen aus dem Jahr 1944. Das Drehbuch basiert auf dem Roman Die Bucht des Franzosen (Originaltitel: Frenchman’s Creek) von Daphne du Maurier. In Deutschland hatte der Film am 31. März 1954 seine Kino-Premiere.

## Handlung
Dona St. Columb lebt 1668 mit ihrem Ehemann Harry in London. Dona ist gelangweilt von der Stadt, zudem wird sie von Harrys Freund Lord Rockingham zunehmend belästigt. Sie nimmt ihre zwei Kinder und zieht auf den Landsitz der Familie an der Küste von Cornwall. Zu ihrer Überraschung findet sie dort nur den Bediensteten William vor. Der Nachbar, Lord Godolphin, warnt sie vor Piraten, welche die Küste unsicher machen und die dortigen Landsitze überfallen. Dona ist bei dem Gedanken eher belustigt als alarmiert.
Eines Tages liegt ein Schiff, die La Mouette, an Donas Küstenabschnitt vor Anker. Es sind französische Piraten, die Dona entführen und auf das Schiff bringen. Dona ist von dem Abenteuer erregt und lädt den Kapitän, der nur Frenchman genannt wird, zum Abendessen in ihr Haus ein. Sie weiß, dass Lord Godolphin eine Bürgerwehr aufgestellt hat, um die Piraten zu vertreiben. Der Kapitän lädt Dona ein, mit ihm zu fahren. Sie willigt ein und lässt ihre Kinder in Williams Obhut zurück.
Dona trägt an Bord Männerkleidung. Sie hilft tatkräftig bei einem Überfall auf einen französischen Schoner, der Waren von Godolphins Cousin geladen hat. Dona und der Kapitän beginnen, sich ineinander zu verlieben. Als Frenchman sie nach Hause gehen lässt, entdeckt sie, dass ihr Ehemann und Lord Rockingham gekommen sind, um Godolphin zu helfen. William hat ihre Abwesenheit gedeckt und erzählt, sie sei krank und könne keinen Besuch empfangen. Dona beauftragt William, die Piraten zu warnen und zum sofortigen Aufbruch zu drängen. William wird auf dem Weg zum Schiff von der Bürgerwehr in den Arm geschossen, kann aber die Nachricht abliefern. Zurück im Haus teilt er Dona mit, dass das Schiff erst um Mitternacht lossegeln könne.
Die Leute der Bürgerwehr versammeln sich an diesem Abend in dem Landsitz. Die Piraten kommen an Land und nehmen die ganze Gesellschaft als Geiseln. Rockingham schöpft Verdacht, als er sieht, wie kameradschaftlich Dona und Frenchman miteinander umgehen. Der Kapitän sagt Dona Lebewohl, die Piraten machen sich zur Rückkehr zum Schiff bereit. Der eifersüchtige Rockingham greift den Kapitän an, der ihn in Notwehr tötet. Die Bürgerwehr greift nun die Piraten an. Frenchman bietet sich als Gefangener an, wenn seinen Männern der Abzug erlaubt wird. Das Schiff liegt nahe am Ufer, so dass Dona dem Kapitän zur Flucht verhelfen kann. Sie wägt ab, ob sie ihm folgen oder bei ihrer Familie bleiben soll. Sie entscheidet sich für ihre Familie, Frenchman lässt Segel setzen, das Schiff fährt weiter.

## Hintergrund
Diese Produktion der Paramount Pictures war eine der 700 Produktionen, die zwischen 1929 und 1949 gedreht wurden, und deren Fernsehrechte 1958 an Universal Pictures verkauft wurden.
Dies ist der einzige Film, in dem Basil Rathbone und Nigel Bruce nicht als Sherlock Holmes und Dr. Watson auftreten. Hollywood wurde auf den mexikanischen Star Arturo de Córdova aufmerksam. Der konnte in den USA jedoch nicht Fuß fassen, wobei er hier seine dritte Rolle in den USA spielte, und kehrte nach Beendigung der Dreharbeiten wieder in seine Heimat zurück. Danach trat er nur noch sporadisch als Latin Lover in einigen B-Filmen in Hollywood auf. Für den 1951 gestorbenen Ralph Forbes war es die vorletzte Rolle in einem Kinofilm.
Die Oscargewinner Hans Dreier und Ernst Fegté waren geborene Deutsche. Der Bremer Dreier (1885–1966) kam 1926 nach Hollywood und arbeitete in seiner Karriere an über 500 Filmen mit. Fegté (1900–1976) stammte aus Hamburg und war schon vor Dreier in Hollywood beschäftigt. Für die Spezial-Effekte sorgte der zweifache Oscar-Gewinner Gordon Jennings, sein früherer Partner Farciot Edouard arbeitete bei diesem Film als Kameratechniker. Als Orchesterleiter war Oscar-Gewinner Leo Shuken verpflichtet worden. Trainer für die Fechtszenen war der Fechter Aldo Nadi, der bei den Olympischen Spielen 1920 in Antwerpen drei Gold- und eine Silbermedaille errungen hatte.
1998 verfilmte Ferdinand Fairfax den Roman für das britische Fernsehen. Die Hauptrollen spielten Tara Fitzgerald und Anthony Delon.

## Kritiken
„Eine mittelmäßige Verfilmung des romantisch-sentimentalen Romans von Daphne du Maurier.“

## Auszeichnungen
Oscarverleihung 1946
- Oscar in der Kategorie Beste Ausstattung in Farbe an Hans Dreier, Ernst Fegté und Sam Comer